# منشأة مصطفى خليل
قرية منشأة مصطفى خليل هي إحدى القرى التابعة لمركز الحسينية في محافظة الشرقية في جمهورية مصر العربية. حسب إحصاءات سنة 2006، بلغ إجمالي السكان في منشأة مصطفى خليل 2802 نسمة، منهم 1357 رجل و 1445 امرأة.